# Швіц (кантон)
Швіц (нім. Schwyz; фр. Schwy(t)z; італ. Svitto; ромш. Sviz) — німецькомовний кантон в центральній Швейцарії. Адміністративний центр — Швіц.